# Sesso a domicilio
Sesso a domicilio (Ich - Ein Groupie) è un film erotico/drammatico del 1970 di sexploitation diretto da Erwin C. Dietrich (accreditato come Fred Williams) assieme a Peter Baumgartner e Jack Hill che non sono accreditati dato che lasciarono la regia del film considerandolo troppo pornografico. 

## Trama
Vicky ad un concerto si innamora del musicista Steward West e inizia a sperimentare le droghe. Il giorno dopo la sua amica Vivian la informa per la partenza e decide con l'amica di andare a trovarlo. Le due sono senza soldi così decidono di andare fino a Zurigo spacciando marijuana e facendo le groupie. In Svizzera incontrano anche gli Hells Angels.

## Produzione e distribuzione
Girato tra la Svizzera, la Germania Ovest e Londra, originariamente Roger Corman venne coinvolto nella produzione del film ma si ritirò poco prima dell'inizio delle riprese. Nonostante ciò appena il film venne ultimato il regista Erwin C. Dietrich pubblicizzò il film in Europa come opera di Corman. Il fatto finì in tribunale e Dietrich fu costretto a non usare più nome del regista e produttore statunitense per la promozione del film. A causa di questa vicenda oggi molti storici del cinema, critici e fan inseriscono il film nella filmografia di Corman.
Il regista e produttore Erwin C. Dietrich inoltre ammise di aver avuto problemi con la sezione svizzera degli Hells Angels. Una delle ragazze del club ebbe una parte nel film apparendo in una scena di nudo integrale e successivamente si lamentò della sua apparenza fisica nelle scene inserite nel film. A questo punto gli Hells Angels chiesero al regista la rimozione delle scene incriminate minacciando di assaltare i cinema durante le proiezioni, per questo diverse sale in Svizzera che proiettarono il film richiesero la presenza della polizia durante gli spettacoli. Alla fine Dietrich offrì una considerevole parte di denaro agli Hells Angels svizzeri come accordo per non avere ulteriori problemi.

## Critica
Il Lexikon des internationalen Films lo definisce "un tentativo superficiale di simulare un periodo di tempo con delle coppie ordinarie con problemi ordinari", mentre l'Evangelische Film-Beobachter lo ha definito "Una pellicola yoyeur superficiale e insapore di una ragazza groupie. Dal momento che è solo una scusa dal punto di vista sessuale per far vedere solo il lato sessuale e raggiunge quindi esattamente il pubblico 'sbagliato', tradisce la sua intuizione: Bocciato!."

## Distribuzione
- gennaio 1970 -  Higher and Higher
- 26 novembre 1970 -  Ich - Ein Groupie
- 23 aprile 1971 -  Jeg - en groupie
- 9 agosto 1971 -  Jag - en groupie
- 15 maggio 1976 -  私、グルーピー?, Watashi, gurūpī
- 29 ottobre 2016 -  Sesso a domicilio

Nel 2008 è uscito in Italia il DVD del film prodotto dalla Stormovie e distribuito da Quadrifoglio, ma solo il 22 agosto 2015 è andato in onda in televisione in seconda serata su Cielo nel Ciclo XXX Visioni erotiche.